# کاتسو کانای
کاتسو کانای (انگلیسی: Katsu Kanai؛ زادهٔ ۹ ژوئیهٔ ۱۹۳۶) کارگردان فیلم اهل ژاپن است.